# Trilport
Trilport és un municipi francès, situat al departament de Sena i Marne i a la regió de Illa de França. L'any 2007 tenia 4.817 habitants.
Forma part del cantó de La Ferté-sous-Jouarre, del districte de Meaux i de la Comunitat d'aglomeració del Pays de Meaux.

## Demografia

### Població
El 2007 la població de fet de Trilport era de 4.817 persones. Hi havia 1.783 famílies, de les quals 346 eren unipersonals (163 homes vivint sols i 183 dones vivint soles), 526 parelles sense fills, 756 parelles amb fills i 155 famílies monoparentals amb fills.
La població ha evolucionat segons el següent gràfic:
Habitants censats

### Habitatges
El 2007 hi havia 1.913 habitatges, 1.804 eren l'habitatge principal de la família, 15 eren segones residències i 94 estaven desocupats. 1.582 eren cases i 302 eren apartaments. Dels 1.804 habitatges principals, 1.424 estaven ocupats pels seus propietaris, 355 estaven llogats i ocupats pels llogaters i 24 estaven cedits a títol gratuït; 61 tenien una cambra, 124 en tenien dues, 242 en tenien tres, 580 en tenien quatre i 796 en tenien cinc o més. 1.451 habitatges disposaven pel capbaix d'una plaça de pàrquing. A 912 habitatges hi havia un automòbil i a 688 n'hi havia dos o més.

### Piràmide de població
La piràmide de població per edats i sexe el 2009 era:
| Homes | Edats   | Dones |
| ----- | ------- | ----- |
| 0     | 95 o +  | 8     |
| 8     | 90 a 94 | 8     |
| 15    | 85 a 89 | 29    |
| 10    | 80 a 84 | 18    |
| 59    | 75 a 79 | 76    |
| 91    | 70 a 74 | 100   |
| 113   | 65 a 69 | 83    |
| 92    | 60 a 64 | 100   |
| 103   | 55 a 59 | 105   |
| 189   | 50 a 54 | 176   |
| 152   | 45 a 49 | 167   |
| 170   | 40 a 44 | 191   |
| 234   | 35 a 39 | 195   |
| 116   | 30 a 34 | 167   |
| 123   | 25 a 29 | 111   |
| 164   | 20 a 24 | 116   |
| 218   | 15 a 19 | 131   |
| 165   | 10 a 14 | 207   |
| 157   | 5 a 9   | 184   |
| 152   | 0 a 4   | 98    |

## Economia
El 2007 la població en edat de treballar era de 3.236 persones, 2.408 eren actives i 828 eren inactives. De les 2.408 persones actives 2.243 estaven ocupades (1.139 homes i 1.104 dones) i 167 estaven aturades (76 homes i 91 dones). De les 828 persones inactives 317 estaven jubilades, 321 estaven estudiant i 190 estaven classificades com a «altres inactius».

### Ingressos
El 2009 a Trilport hi havia 1.831 unitats fiscals que integraven 4.963,5 persones, la mediana anual d'ingressos fiscals per persona era de 21.933 €.

### Activitats econòmiques
Dels 188 establiments que hi havia el 2007, 3 eren d'empreses extractives, 3 d'empreses alimentàries, 3 d'empreses de fabricació de material elèctric, 11 d'empreses de fabricació d'altres productes industrials, 33 d'empreses de construcció, 39 d'empreses de comerç i reparació d'automòbils, 13 d'empreses de transport, 11 d'empreses d'hostatgeria i restauració, 5 d'empreses d'informació i comunicació, 3 d'empreses financeres, 12 d'empreses immobiliàries, 17 d'empreses de serveis, 24 d'entitats de l'administració pública i 11 d'empreses classificades com a «altres activitats de serveis».
Dels 52 establiments de servei als particulars que hi havia el 2009, 1 era una oficina de correu, 1 una oficina bancària, 1 funerària, 3 tallers de reparació d'automòbils i de material agrícola, 1 establiment de lloguer de cotxes, 1 autoescola, 2 paletes, 4 guixaires pintors, 5 fusteries, 3 lampisteries, 4 electricistes, 7 empreses de construcció, 5 perruqueries, 8 restaurants, 5 agències immobiliàries i 1 saló de bellesa.
Dels 11 establiments comercials que hi havia el 2009, 1 era un hipermercat, 2 botiges de menys de 120 m², 2 fleques, 3 carnisseries, 1 una llibreria, 1 una botiga de mobles i 1 una joieria.
L'any 2000 a Trilport hi havia 4 explotacions agrícoles.

## Equipaments sanitaris i escolars
Els 2 equipaments sanitaris que hi havia el 2009 eren farmàcies.
El 2009 hi havia 1 escola maternal i 2 escoles elementals. Trilport disposava d'un col·legi d'educació secundària amb 529 alumnes.

## Poblacions més properes
El següent diagrama mostra les poblacions més properes.